# ديفيد ريد (سياسي أسترالي)
ديفيد ريد (بالإنجليزية: David Reid)‏ هو سياسي أسترالي، ولد في 10 مايو 1933 في أستراليا، وتوفي في 27 أكتوبر 2017 في بوسلتون في أستراليا. حزبياً، نشط في Western Australian National Party ‏. وقد انتخب عضو الجمعية التشريعية لأستراليا الغربية عن دائرة Electoral district of Blackwood ‏ (20 فبراير 1971 – 26 أكتوبر 1972) وانتخب عضو مجلس الشيوخ الأسترالي ‏ عن دائرة أستراليا الغربية (16 يناير 1974 – 11 أبريل 1974).